# Dianthus broteri
Dianthus broteri là loài thực vật có hoa thuộc họ Cẩm chướng. Loài này được Boiss. & Reut. mô tả khoa học đầu tiên năm 1852.